# Nowielice
Nowielice [nɔvjɛˈlit͡sɛ] (tiếng Đức: Neuhof) là một ngôi làng thuộc khu hành chính của Gmina Trzebiatów, thuộc quận Gryfice, West Pomeranian Voivodeship, ở phía tây bắc Ba Lan. Nó nằm khoảng 3 kilômét (2 mi) phía tây bắc Trzebiatów, 19 km (12 mi) phía bắc Gryfice và 86 km (53 mi) về phía đông bắc của thủ đô khu vực Szczecin.
Trước năm 1945, khu vực này là một phần của Đức. Đối với lịch sử của khu vực, xem Lịch sử của Pomerania.
Làng có dân số 385 người.